# Marina Papaelia
Myshimarina (Marina) Papaelia (1931) è una modella egiziana, prima vincitrice del concorso di bellezza Miss Egitto nel 1952.
Rappresentò l'Egitto in occasione di Miss Mondo 1953, dove si classificò al terzo posto.
Secondo quanto scritto da Eric Morley nel libro del 1967 The Miss World Story, quando Miss Egitto Antigone Costanda vinse Miss Mondo 1954, dichiarò che la sua vittoria rappresentava una vittoria anche per Marina Papaelia.